# Bons oficis
S'enten per "bons oficis" la intervenció amistosa d'un tercer Estat entre dos o (més) Estats que es troben en conflicte (armat o no) tendent a obtenir l'inici o la represa de negociacions directes entre els litigants o bel·ligerants. Poden ser a petició de les parts o per pròpia iniciativa, i poden ser acceptats o no. Es diferencien de la mediació en la mesura que en els bons oficis, el tercer Estat es limita a intentar l'acostament de les parts sense fer cap proposta per a la solució del conflicte.